# یان کلی (بازیگر)
یان کلی (به انگلیسی: Ian Kelly) (زاده ۲ جولای، ۱۹۸۸) نویسنده، بازیگر، فیلمنامه‌نویس انگلیسی است آثار او معمولا شامل  نمایشنامه و فیلمنامه در ژانر بیوگرافی‌های تاریخی است. او فعالیت بازیگری هم انجام داده که می‌توان به بازی نقش پدر هرماینی گرنجر در فیلم هری پاتر و یادگاران مرگ - قسمت اول اشاره کرد.